# Olivia Records
Olivia Records fue un sello discográfico independiente fundado en Washington D. C. en 1973 por las lesbianas Cris Williamson, Meg Christian, Ginny Berson, Judy Dlugacz, Kate Winter y Jennifer Woodul. Olivia Records vendió más de un millón de discos y produjo más de 40 álbumes durante sus veinte años de funcionamiento, hasta su cierre en 1993. Es reconocida por ser la primera y más longeva compañía discográfica propiedad de mujeres de la historia de Estados Unidos.

## Historia
En la década de 1970 surgió un movimiento feminista lésbico independiente que reaccionó ante la discriminación de las mujeres en los movimientos por los derechos de los homosexuales y la contracultura, y ante la heteronormatividad arraigada en el movimiento feminista estadounidense de la década de 1960. Williamson animó al colectivo Olivia a utilizar un sello musical independiente como base económica para la organización social lésbica, formada por una mezcla ecléctica de intérpretes folk, activistas y teóricas políticas afincadas en Washington D. C. Los sellos discográficos femeninos como Olivia Records contribuyeron a la subcultura lésbica de los setenta proporcionando una plataforma pública para la expresión de temas que faltaban en el discurso político dominante y ayudaron a las consumidoras a desarrollar estrategias para afrontar, organizar y articular sus experiencias.

### Fundación
El grupo que fundó la discográfica, primero llamado "Olivia Collective", tomó el nombre de la heroína de una novela sáfica de Dorothy Bussy, que se enamoró de su directora en un internado francés. Tanto la heroína como la novela se llamaban Olivia. Las fundadoras pidieron prestados 4 000 dólares para crear el sello discográfico.
Christian y Williamson fueron las dos artistas más vendidas que firmaron con Olivia Records. En 1973, el colectivo lanzó un sencillo con la canción Lady de Christian en una cara y con If It Weren't for the Music de Williamson en la otra. El sencillo se vendió por 1,50 dólares, más gastos de envío. Yoko Ono les propuso hacer un proyecto paralelo con Olivia, pero el colectivo declinó el ofrecimiento. Sin depender de ninguna persona importante, ganaron 12 000 dólares con el sencillo, lo que bastó para publicar el primer álbum de Christian I Know You Know, en 1974, y un año después, en 1975, el álbum de Williamson The Changer and the Changed. I Know You Know, vendió más de diez mil copias en su primer año y llegó a vender más de 70 000 copias en total, mientras que The Changer and the Changed se convirtió en uno de los álbumes más vendidos de cualquier sello independiente con más de 180 000 copias.

### Traslado a California
En 1974, Dlugacz, Christian, Berson, Woodhul y Winter trasladaron la empresa de Washington D. C. a California. Pero la filosofía empresarial de Olivia provocó problemas financieros y los conflictos internos entre el personal y las artistas contribuyeron a su reestructuración.
Olivia Records se hizo eco de la filosofía de producción cultural de las lesbianas feministas separatistas. Pero aunque afirmaba beneficiar a todas las mujeres, el negocio estaba dirigido y promovía principalmente los intereses de las lesbianas estadounidenses blancas de clase media. A finales de la década de 1970, Olivia apostó por ser más inclusiva con la promoción de la música de las artistas afroamericanas Linda Tillery, Mary Watkins y Sweet Honey in the Rock. En 1975, lanzaron el álbum Varied Voices of Black Women, y un año más tarde, en 1976, Where Would I Be Without You. En 1977, tras las reiteradas críticas de Anita Bryant, Olivia publicó Lesbian Concentrate, una colección de canciones y poesía cuyos beneficios se destinaron en parte a la organización Lesbian Mothers National Defense Fund, un disco de 13 canciones que incluía Ode To A Gym Teacher de Christian y Leaping Lesbians de Sue Fink. El sello también atrajo a hombres artistas a través de un sello filial que se llamó: Second Wave.
Sandy Stone fue la ingeniera de sonido de Olivia entre 1974 y 1978, grabando y mezclando todas las producciones de Olivia durante este periodo. Dimitió al aumentar la polémica y los ataques físicos por trabajar para una empresa de identificación lésbica al ser una mujer transexual. Todo este suceso le animó a escribir un ensayo de respuesta titulado El Imperio Contraataca: Un Manifiesto Postransexual.

### Declive y cierre
Celebraron un concierto para el décimo aniversario en el Carnegie Hall de Nueva York con todas las entradas agotadas y fue la primera vez que el recinto acogía públicamente a un público de mayoría lesbiana para una gala. Tras este evento, las prácticas empresariales idealistas e inexpertas de Olivia provocaron importantes dificultades financieras. Christian abandonó el sello discográfico en 1984. Olivia Records se trasladó primero a Los Ángeles para mantenerse al tanto de la floreciente escena musical y después a Oakland. Las cinco mujeres restantes del colectivo, que habían estado juntando su dinero e incluso viviendo juntas durante los siete años anteriores, empezaron a dispersarse. Olivia Records dejó de sacar nuevos discos y en su lugar, realizó una serie de conciertos por el 15º aniversario en 1988. Los dos conciertos del 15º aniversario en el Carnegie Hall fueron los más taquilleros de su historia. En 1988, el sello discográfico se reestructuró y se transformó en una empresa social centrada en las mujeres, que dio lugar a la marca Olivia Cruises, una compañía de viajes para lesbianas.
Aunque Olivia Records publicaba discos de salsa y música del mundo, tuvo más éxito con las solistas en acústico, aunque a veces fracasó a la hora de identificar a talentos de renombre. En 1985, la cantante y compositora Melissa Etheridge, entonces una artista de Los Ángeles en apuros, envió su maqueta a Olivia, pero fue rechazada. Más adelante, Etheridge se convirtió en una de las intérpretes femeninas más populares de la década de 1990 y posiblemente en la música lesbiana de más éxito de todos los tiempos. Guardó la carta de rechazo, firmada por "las mujeres de Olivia", que apareció en Intimate Portrait, el documental de Lifetime sobre su vida.
Incapaz de reinventarse para adaptarse al cambiante panorama musical femenino, desde la riot grrrl a Lilith Fair o Ani DiFranco, Olivia ya no podía mantenerse como sello discográfico. Olivia Records se disolvió en 1993.

## Filosofía
Olivia Records promovió música que validaba las experiencias de mujeres y lesbianas, incluyendo expresiones líricas y musicales de amor, ira, miedo y humor. Las letras de las artistas de Olivia Records solían describir problemas personales o locales en lugar de abordar cuestiones globales relacionadas con la mujer. Las fanáticas se unieron a las artistas formando así comunidades musicales centradas en las mujeres. Entre sus prioridades figuraban la solidaridad feminista y el orgullo lésbico, así como incidir en la conciencia de clase y en capacitar a las mujeres de la clase trabajadora. Las primeras entrevistas con las fundadoras de Olivia Records muestran una aguda conciencia del mensaje político radical implícito en la propia creación del sello. En una entrevista de agosto de 1974 sobre la creación de Olivia Records, Christian, Dulgacz, Ginny Berson, Cyndi Gair y Helaine Harris describieron al sello como una nueva compañía discográfica nacional de mujeres. En esta entrevista, Christian describió a Olivia Records como una forma de presión política y Delgacz vinculó directamente el sello al movimiento feminista en general. Berson explicó su visión para que las mujeres adquieran poder social y capital mediante la creación de instituciones económicas alternativas que permitan a las mujeres controlar su propia situación económica, señalando que, la forma más rápida de eliminar los lugares de trabajo opresivos, discriminatorios y acosadores era empleando a mujeres, promocionando a las mujeres e invirtiendo el dinero de las mujeres en las mujeres.
La filosofía económica y las operaciones comerciales que diferenciaban a Olivia Records de las discográficas convencionales reflejaban las esperanzas idealistas de sus fundadoras, y a las ejecutivas del sello les gustaba experimentar con artistas desconocidas y productoras sin experiencia, El colectivo tomó el control de todos los aspectos de la producción discográfica, se enseñaban unas a otras a grabar y mezclar sonido, manejar las luces, producir conciertos, distribuir discos y gestionar las ventas. Como sello independiente, Olivia Records cultivó una base de fanáticas a través de festivales de música, cafeterías y librerías, y catálogos de venta por correo. Al igual que los festivales de música para mujeres, Olivia Records favorecía el aprendizaje y la tutoría como prácticas organizativas básicas. Las fundadoras de Olivia Records no fueron las únicas activistas LGBT que criticaron el capitalismo o el consumismo estadounidense, en esa época, se crearon muchos bares, librerías, cafeterías y publicaciones de subcultura para forjar espacios físicos queer intelectuales en el país. La estética DIY de Olivia Records reflejaba tendencias más amplias que proliferaron en el arte lésbico estadounidense y en el contramercado durante los años setenta y ochenta, como el rechazo a la producción en serie y a las grandes corporaciones en favor de la artesanía, el arte popular y las técnicas de producción preindustriales. En ese momento las lesbianas valoraban formas alternativas de comercio, como el regalo y el intercambio, y reivindicaban los objetos hechos a mano y los productos domésticos, por tanto, el auge de la música folk acústica fue una consecuencia de todas estas tendencias.

## Artistas
- Cris Williamson
- Meg Christian
- Margie Adam
- Gwen Avery
- Alicia Bridges
- Joanna Cazden
- Casse Culver
- Dianne Davidson
- Sue Fink
- Tret Fure
- Kay Gardner
- Judy Grahn
- Barbara Higbie
- Leslie Ann Jones
- BeBe K'Roche
- Deidre McCalla
- June Millington
- Pat Parker
- Woody Simmons
- Linda Tillery
- Lucie Blue Tremblay
- Teresa Trull
- Robin Tyler
- Nancy Vogl
- Mary Watkins

## Reconocimientos
En 1979, se estrenó el cortometraje documental Olivia Records: More Than Music, dirigido por Anita Clearfield.
Williamson y Dlugacz recibieron en 2018, dentro del Americana Music Honors & Awards, el Jack Emerson, Premio a una vida de logros para Ejecutivo, que otorga la Americana Music Association. Para celebrar el 50 aniversario de la fundación de Olivia Records, en enero de 2023, Williamson organizó en California un concierto llamado: The Grand Reunion, en el que participaron algunas de las miembros del sello.
La historiadora Bonnie Morris es la persona que se ha dedicado a recuperar la memoria y resguardar el legado de Olivia Records.